# Hans-Werndl-Hof

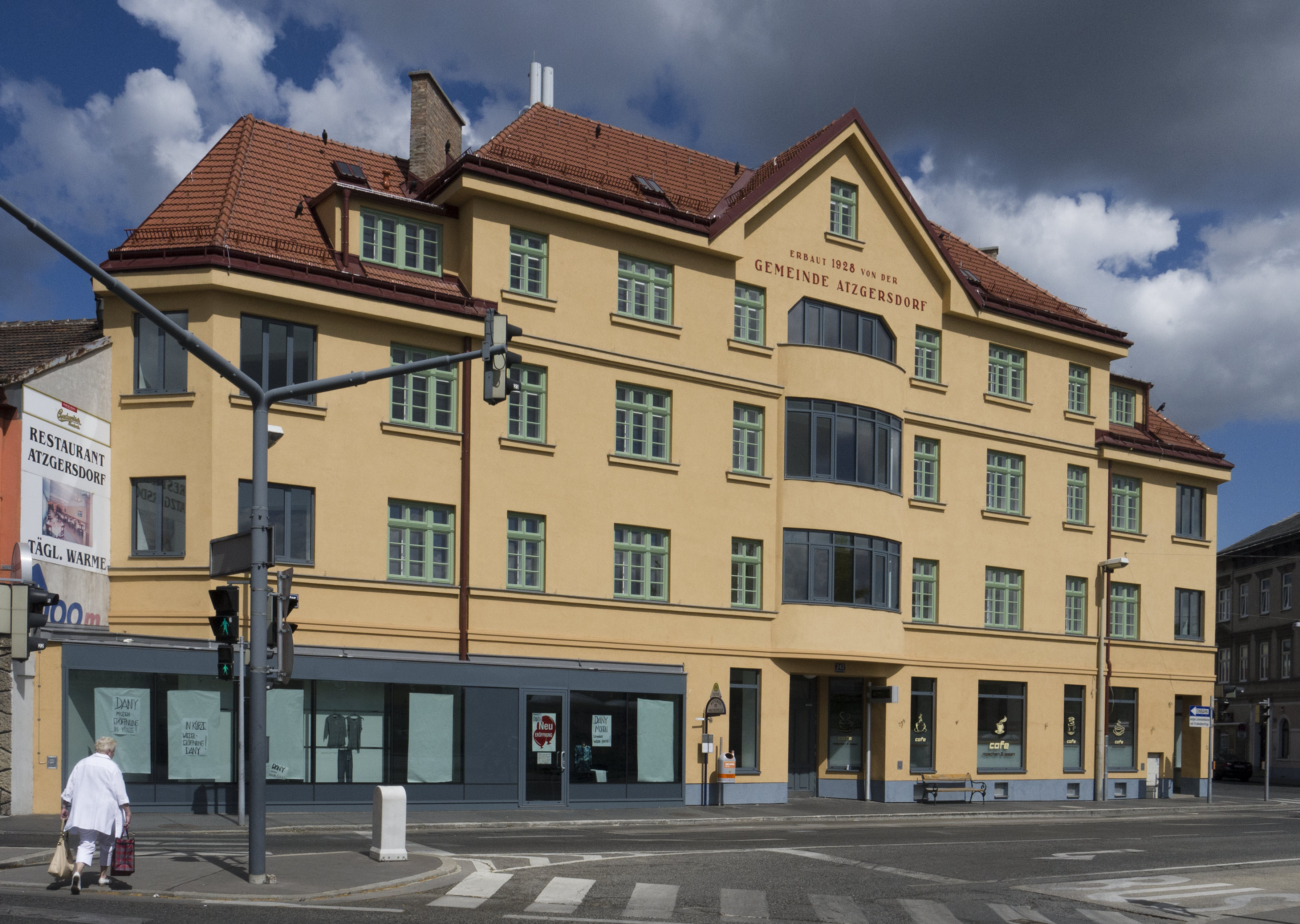
Hans-Werndl-Hof

Das Hans-Werndl-Hof steht in der Breitenfurter Straße 242 im 23. Wiener Gemeindebezirk Liesing in der Stadt Wien. Der Gemeindebau der Stadt Wien steht unter Denkmalschutz (Listeneintrag).

## Geschichte
Der Gemeindebau wurde 1928 von der damals selbständigen Gemeinde Atzgersdorf unter dem Bürgermeister Johann Werndl mit dem Baumeister und Architekten Leopold Schumm erbaut. Der Gemeindebau ist damit einer von nur zwei Wiener Gemeindebauten, die nicht von der Stadt Wien erbaut wurden (beide von der Gemeinde Atzgersdorf).

## Architektur
Der die Nordseite des Atzgersdorfer Platzes bestimmende drei- bis viergeschoßige Bau zeigt einen überhöhten Mittelrisalit mit einer vergiebelten Balkonachse und seitliche Loggien.